# Molanna angustata
Molanna angustata – gatunek owada z rzędu chruścików i rodziny Molannidae. Larwy budują charakterystyczne domki z piasku.
Gatunek nie występuje w Południowej Europie (obszar śródziemnomorski, Bałkany) oraz w Islandii. Poza Europą podawany z Syberii. Larwy występują w jeziorach, roślinności rzek i estuariach. W Polsce gatunek pospolity na niżu. Limnebiont, tyrfoksen.
Na Pojezierzu Pomorskim imagines łowione nad jeziorem Dołgie Wielkie, nad jeziorami lobeliowymi (Łąkie, Pomysko, Łupalickie), jez. Żarnowieckim i w okolicach Kartuz. Larwy spotykane w wielu jeziorach lobeliowych, w jez. Żarnowieckim oraz jeziorach Niziny Szczecińskiej, zdecydowanie najliczniej na dnie piaszczystym, rzadziej w izoetidach i dnie mulistym, raczej na większych głębokościach. Na Pojezierzu Mazurskim gatunek pospolity, imagines poławiane nad wieloma jeziorami. Larwy spotykane w większości jezior, lecz w stosunkowo niewielkich liczebnościach, łowione w Magnocharacetum, Parvocharacetum, trzcinach, w elodeidach, na dnie mulistym, wśród nimfeidów, rdestnic i dnie piaszczystym, czasami na kamieniach lub kłodach. Larwy są związane raczej z dnem niż z roślinnością. Różnice preferencji siedliskowych pomiędzy zbiornikami nie wynikają z odmiennych preferencji, lecz najprawdopodobniej z innego "sąsiedztwa" dna. Unika jezior dystroficznych i litoralu zanikającego.
Zdecydowanie liczniej larwy występują na stanowiskach osłoniętych pasmem oczeretów niż na stanowiskach otwartych. Charakterystycznym podłożem dla larw jest piasek pokryty warstwą detrytusu (Grębecki et al. 1954). Larwy liczne w jeziorach Wielkopolski, a imagines spotykane nad starorzeczami w Górach Świętokrzyskich. Nie stwierdzono obecności larw na Bagnach Biebrzańskich oraz w Dolinie Narwi, brak także w jeziorach górskich Karkonoszy, odnotowano nieliczne występowanie wśród trzcin w jednym jeziorze na Pojezierzu Łęczyńsko-Włodawskim.
Bardzo pospolicie i licznie występuje w jeziorach, stawach i zalewach morskich Skandynawii. W Karelii larwy łowione w jeziorach (głównie w dużych i głębokich) i ujściach rzek. Gatunek liczny zarówno w odkrytym litoralu jak i zarośniętym, schodząc do sublitoralu.
Udokumentowano także występowanie w jeziorach Estonii i okolicy jeziora Ładoga. Gatunek pospolity w jeziorach Łotwy. Bardzo często spotykany mezotroficznych, słaboeutroficznych, eutroficznych, eutroficzno-dystroficznych i oligo-dystroficznych – a więc w jeziorach, w których występuje dno piaszczyste. W innych typach jezior gatunek spotykany rzadko.
Imagines poławiane nad wszystkimi typami jezior Litwy. Często notowany z jezior Niemiec, Holandii, Danii, w wodach o pH 6,8 – 7,0.